# Ugia malagasy
Ugia malagasy là một loài bướm đêm trong họ Erebidae.